# Wohnplatz Skateholm
Der Wohnplatz Skateholm (nordsamisch Skateholmsboplatsen) liegt in Söderslätt, östlich von Trelleborg an der Südküste von Schonen in Schweden. Die Ausgrabungen einer ehemaligen Lagune in den Jahren 1980–1985 zeigten eine altsteinzeitliche Nutzung mit Spuren der Jäger und Sammler der mesolithischen Ertebøllekultur. Etwa 300 Gräber, Gruben, Feuerstellen und Pfostengruben wurden gefunden. Die Gräber wurden mit der 14C-Methode auf etwa 5.250–4.900 v. Chr. datiert. 

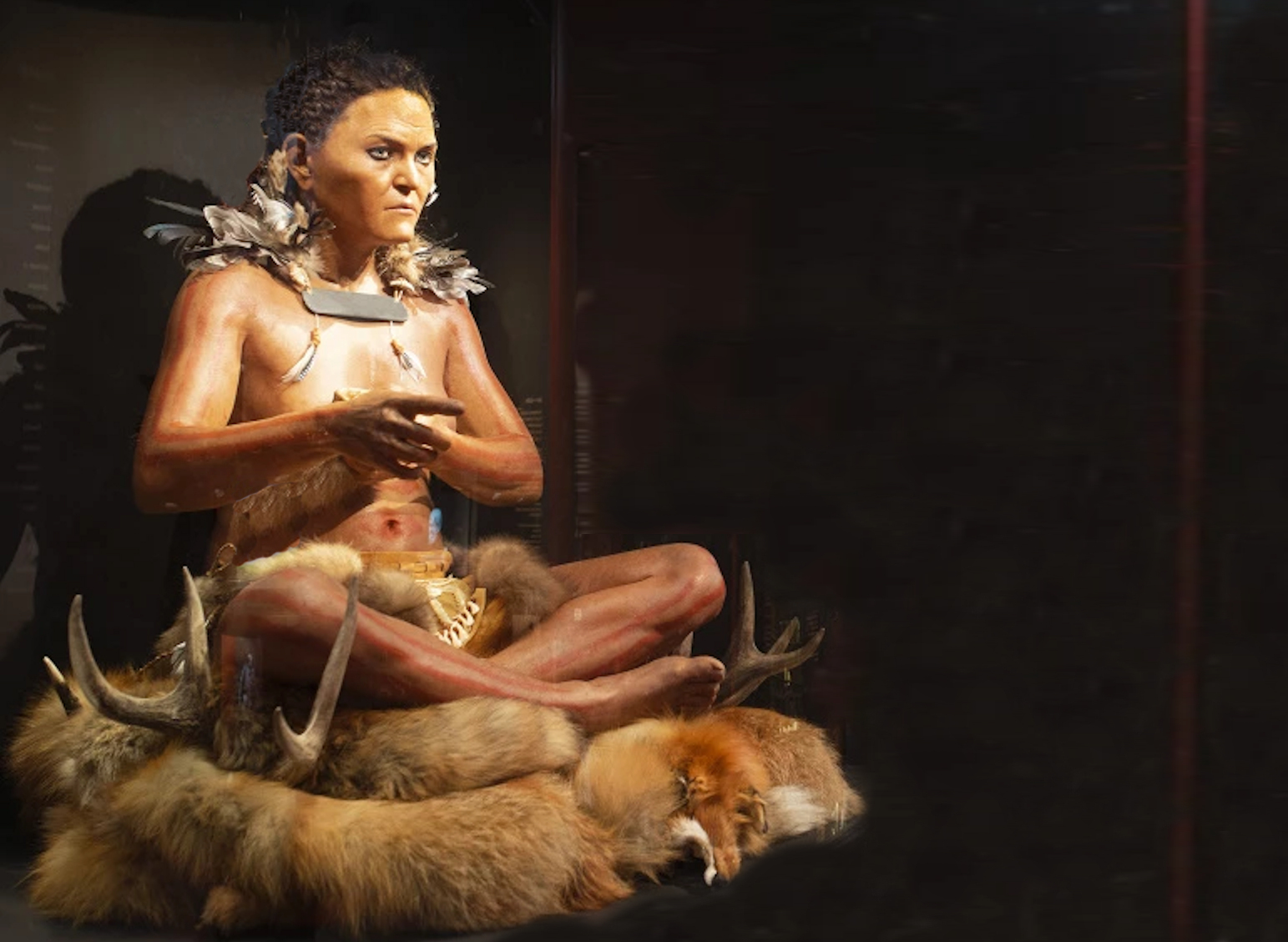
Rekonstruktion des Jägergrabes von Skateholm

## Geographie
Der heutige Ort liegt zwischen Bedinggestrand und Hörte an der Südküste von Schonen in der Verwaltungseinheit Tullstorp Socken. Der archäologische Fundort liegt etwas nordöstlich des heutigen Ortszentrums.

## Gräberfelder
Etwa 90 Gräber, aufgeteilt auf zwei Felder, wurden neben Wohnplätzen gefunden und untersucht.
Zwischen den Bestattungssitten auf Gräberfeld I (mit 46 Gräbern) und Gräberfeld II (das ältere) gibt es deutliche Unterschiede. Auf Skateholm I war die Hockerlage üblich, dagegen fehlt sie auf Skateholm II noch, ebenso wie Bestattungen in sitzender Position. Demgegenüber sind auf Skateholm II die Gräber mit mehr Grabbeigaben ausgestattet. Außerdem scheinen sie dort durchdachter angelegt worden zu sein, was auf Gräberfeld I nicht mehr der Fall war. Dort wiederum wurden Hunde in zwei Arealen konzentriert teilweise mit größerem Aufwand bestattet, sie sind in ähnlicher Weise wie die Menschen behandelt worden; in einem Fall mit großen Mengen von Beigaben. Das gibt es in Skateholm II noch nicht. Dort fand man ein rechteckiges Areal, das von einem schmalen Streifen aus rotem Ocker gefasst war und Reste unterschiedlicher Tierarten enthielt. Diesen Befund kann man sicher mit einer Begräbniszeremonie in Verbindung bringen. 

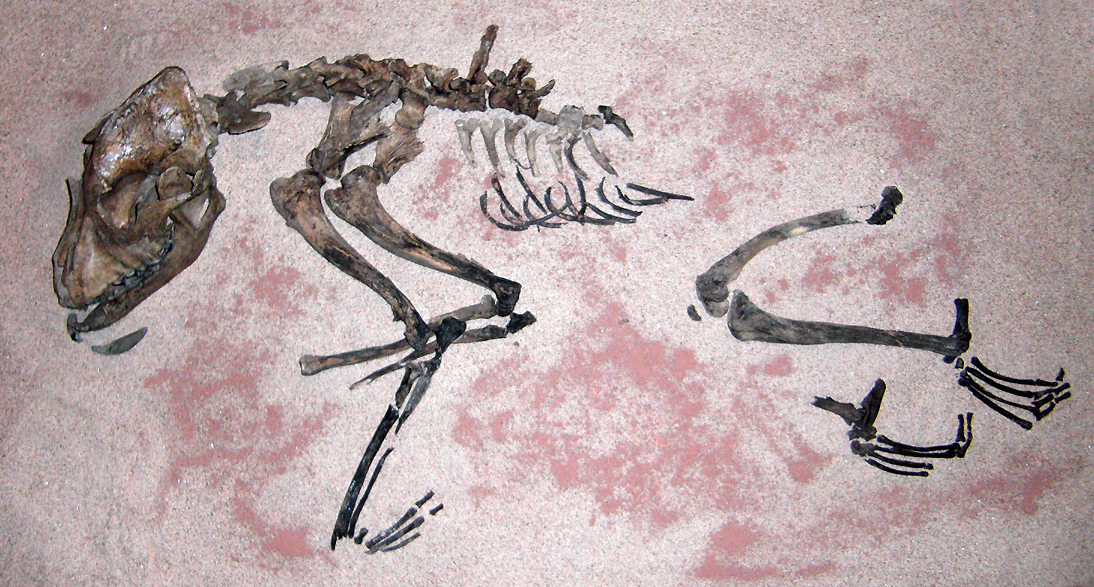
Mesolithisches Hundeskelett aus Almeö bei Falköping, in Schweden. Das 1983 gefundene Skelett ist 9.300 Jahre alt

Es gibt 18 Frauen- und 20 Männergräber. 63 Menschen sind als Erwachsene gestorben, 23 als Jugendliche und 14 als Kinder. Es gibt insgesamt sechs Doppelgräber, acht Gräber, in denen Hunde begraben wurden, und ein Grab, in dem ein Hund mit einem Menschen begraben wurde. Ein großer Teil der Gräber war mit rotem Ocker bestreut. Die meisten sind nur 0,2 bis 0,4 Meter tief. Die Beerdigungen scheinen in den meisten Fällen ohne Sarg oder Umhüllung stattgefunden zu haben.
Die Gräber, die die meiste Aufmerksamkeit erhielten, sind die Hundegräber. Hundegräber aus der Steinzeit wurden in Skandinavien bisher nur als der 9.300 Jahre alte Almeö-Hund gefunden. Auch in den Hundegräbern wurde roter Ocker gefunden.